# Leonardo Coccorante
Leonardo Coccorante (Napoli, 8 novembre 1680 – Napoli, 1750) è stato un pittore italiano.

## Biografia
Leonardo Coccorante nacque a Napoli nel 1680 da Matteo e Antonia Pianese. Coccorante ha studiato con Jan Frans van Bloemen, Angelo Maria Costa  e infine con Gabriele Ricciardelli .Nel 1714 e qui sposò Giovanna Golino. Dal 1737 al 1739, ha lavorato alle decorazioni del palazzo reale di Napoli per Carlo di Borbone, re delle Due Sicilie.
Coccorante morì a Napoli nel 1750.

## Opere
Coccorante è conosciuto per i suoi paesaggi di grandi dimensioni altamente dettagliate con rovine architettoniche classiche immaginarie.
Le collezioni pubbliche che detengono dei dipinti di Leonardo Coccorante sono Mykolas Žilinskas Galleria d'Arte (Kaunas, Lituania), il Museo d'Arte di Honolulu, il Louvre, il Museo d'Arte di Lowe (Coral Gables, in Florida.), Musée Départemental de l'Oise (Beauvais, Francia), Museo di Grenoble, Museo Regionale Agostino Pepoli (Trapani, Italia), e la Pinacoteca del Castello Sforzesco (Milano, Italia).

## Galleria d'immagini

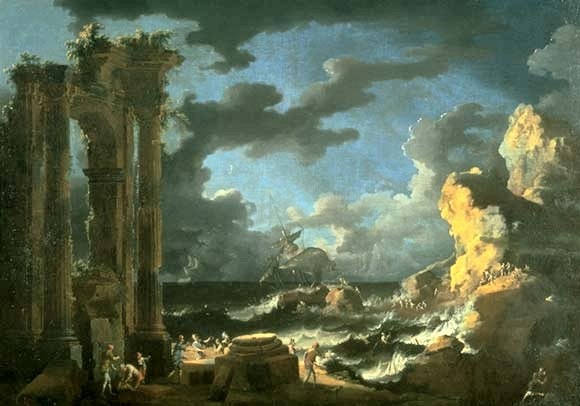
Porto di Ostia Durante una tempesta, olio su tela, 1740, Lowe Art Museum Lowe Art Museum
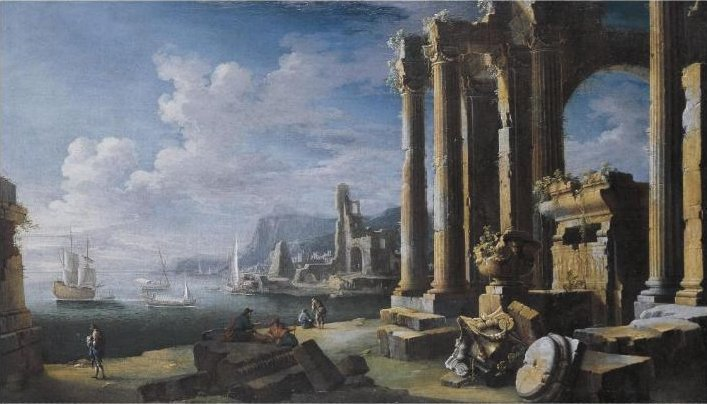
Capriccio di rovine architettoniche con un paesaggio marino al di là, olio su tela
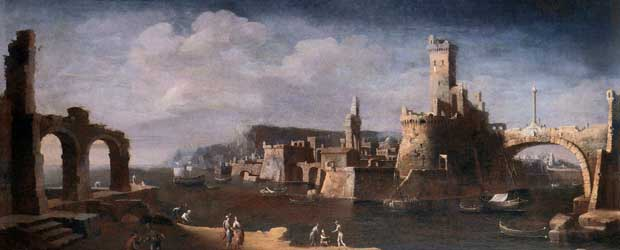
Porto di Taranto, olio su tela, 1738
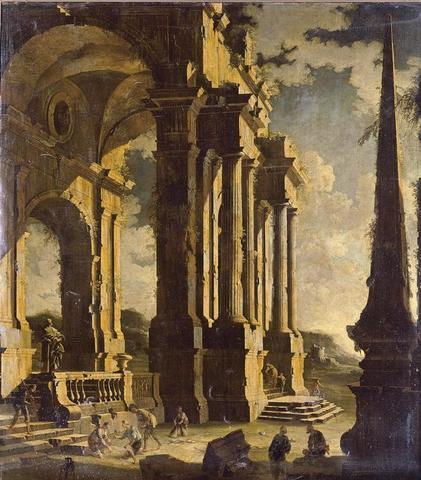
Capriccio di rovine classiche con figure, olio su tela
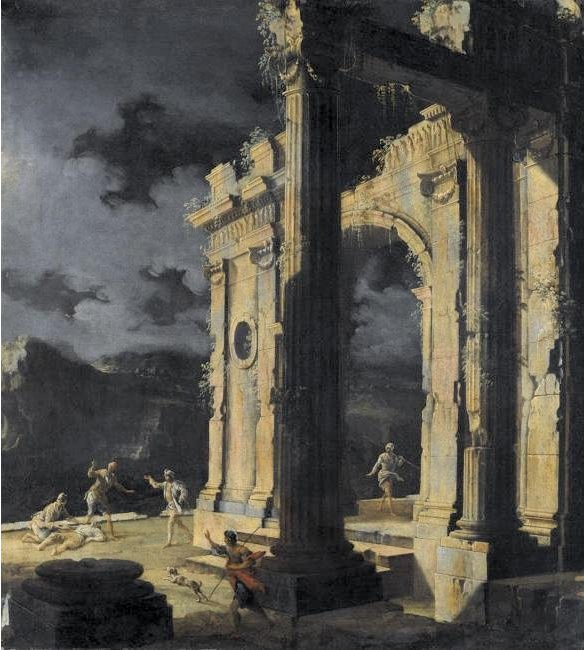
Capriccio di rovine con figure sotto il cielo notte di tempesta, olio su tela
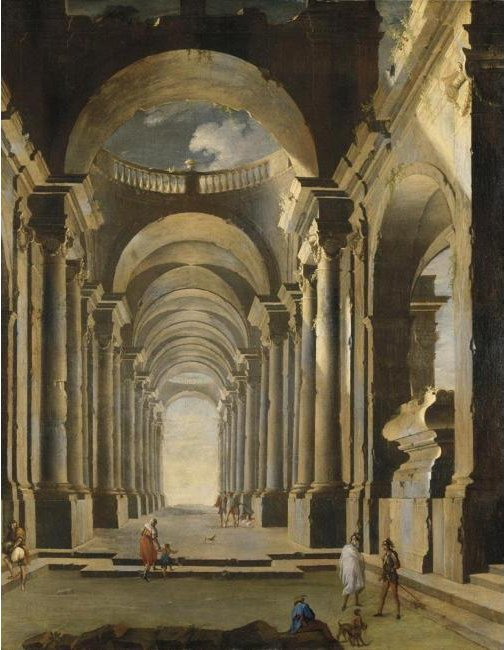
Architettura con figure, olio su tela
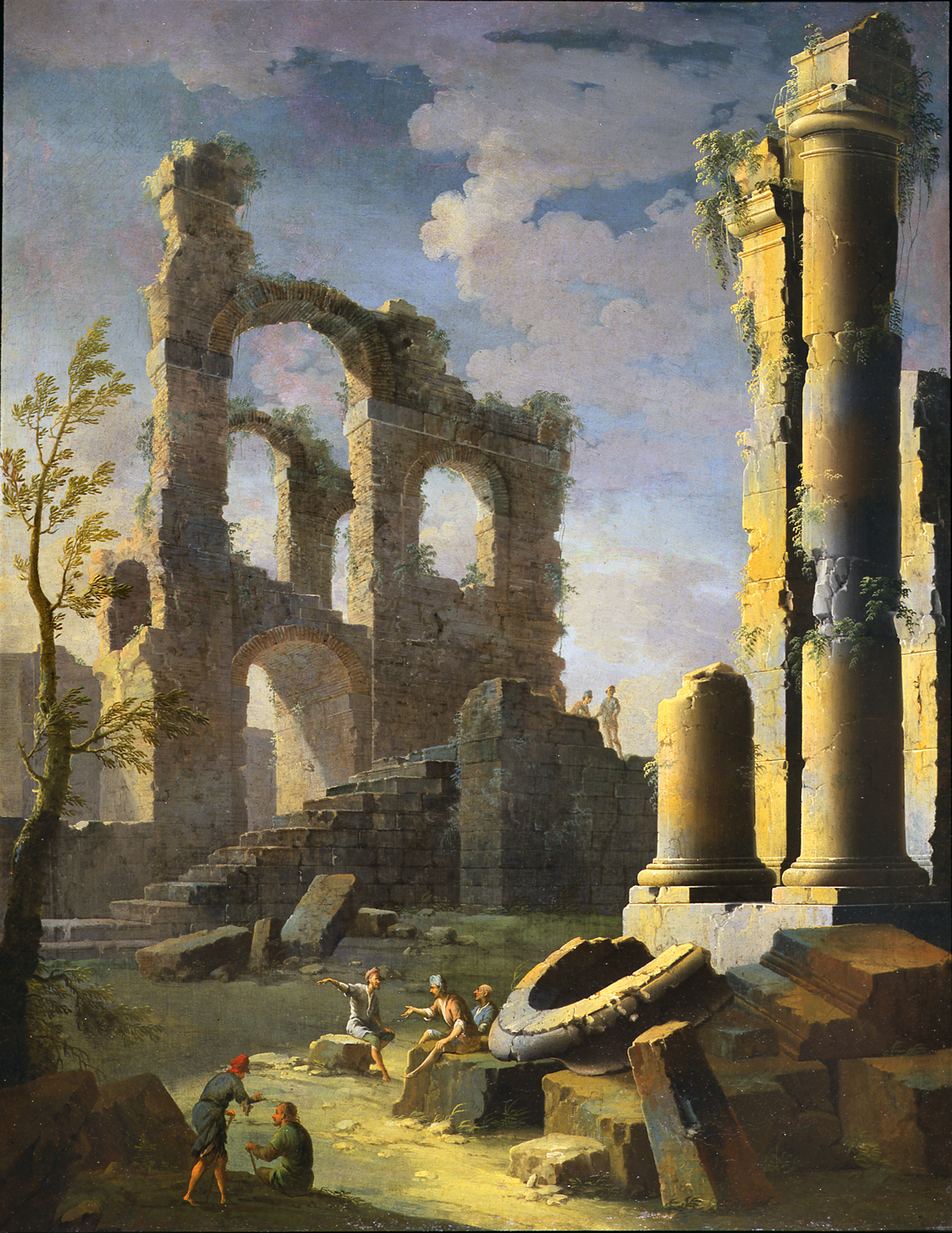
Capriccio architettonico con figure, alba. Olio su tela, Collezione Mainetti Roma
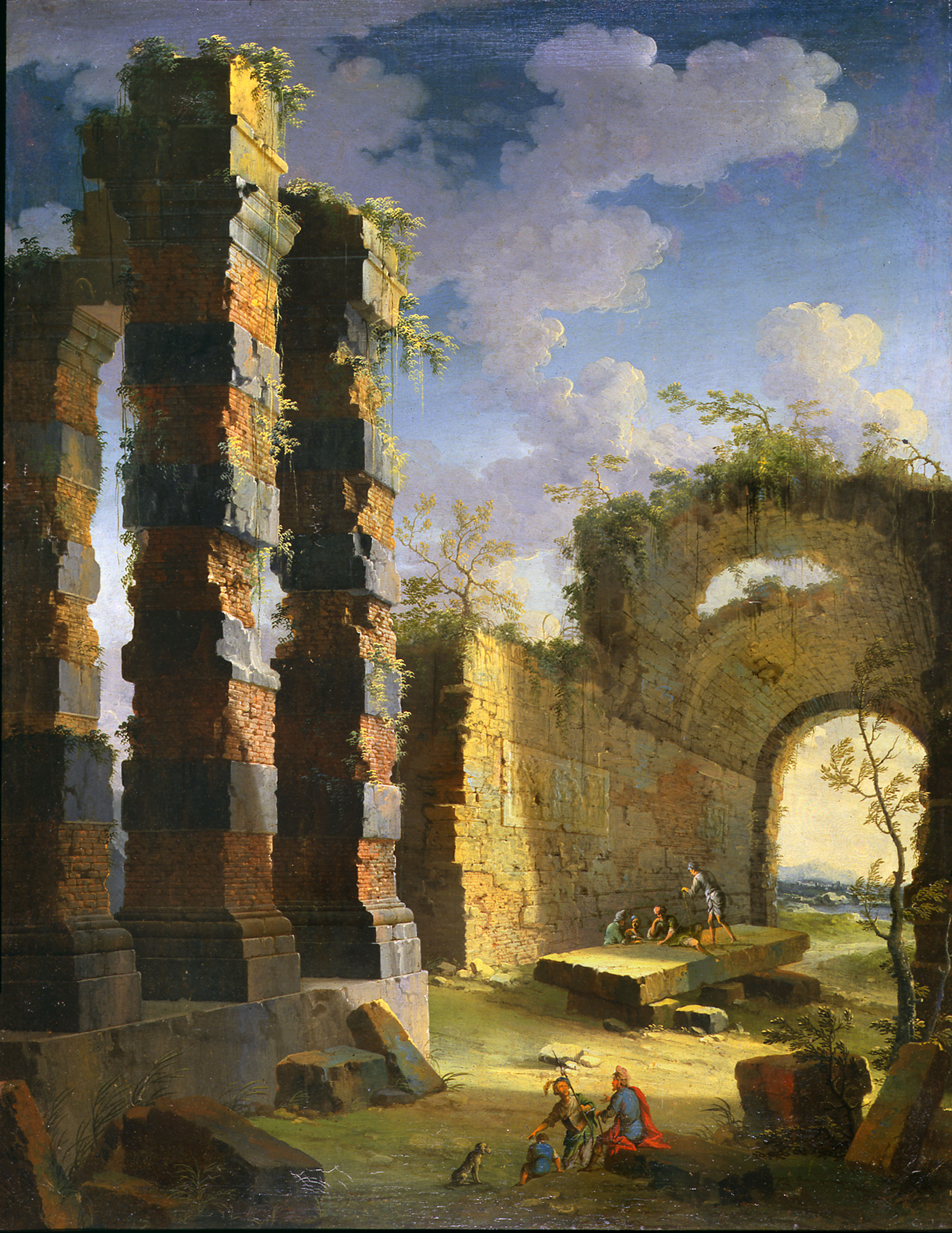
Capriccio architettonico con figure, crepuscolo. Olio su tela, Collezione Mainetti Roma